# Olympische Winterspiele 1968/Teilnehmer (Frankreich)
| Gelbes Symbol für Goldmedaillen mit stilisierten Olympischen Ringen | Graues Symbol für Silbermedaillen mit stilisierten Olympischen Ringen | Braundes Symbol für Bronzemedaillen mit stilisierten Olympischen Ringen |
| ------------------------------------------------------------------- | --------------------------------------------------------------------- | ----------------------------------------------------------------------- |
| 4                                                                   | 3                                                                     | 2                                                                       |

Frankreich nahm an den X. Olympischen Winterspielen 1968 im französischen Grenoble mit einer Delegation von 75 Athleten in zehn Disziplinen teil, davon 64 Männer und 11 Frauen. Mit vier Gold-, drei Silber- und zwei Bronzemedaillen war der Gastgeber die vierterfolgreichste Nation bei den Spielen. Acht der neun Medaillen wurden beim Ski Alpin gewonnen. Jean-Claude Killy wurde in der Abfahrt, im Riesenslalom und im Slalom Olympiasieger und damit zum erfolgreichsten Athleten der Winterspiele.
Fahnenträger bei der Eröffnungsfeier war der Skispringer Gilbert Poirot.

## Teilnehmer nach Sportarten

### Biathlon
- Daniel Claudon
4 × 7,5 km Staffel: 10. Platz (2:31:12,9 h)

- Guy Daraffourg
20 km Einzel: 58. Platz (1:41:51,4 h)

- Aimé Gruet-Masson
20 km Einzel: 42. Platz (1:31:50,4 h)
4 × 7,5 km Staffel: 10. Platz (2:31:12,9 h)

- Serge Legrand
4 × 7,5 km Staffel: 10. Platz (2:31:12,9 h)

- Louis Romand
20 km Einzel: 57. Platz (1:37:55,2 h)

- Jean-Claude Viry
20 km Einzel: 35. Platz (1:29:16,2 h)
4 × 7,5 km Staffel: 10. Platz (2:31:12,9 h)

### Bob
Männer, Zweier
- Bertrand Croset, Henri Sirvain (FRA-1)
16. Platz (4:51,28 min)

- Gérard Christaud-Pipola, Jacques Christaud-Pipola (FRA-2)
20. Platz (5:11,67 min)

Männer, Vierer
- Francis Luiggi, André Patey, Gérard Monrazel, Maurice Grether (FRA-1)
7. Platz (2:18,84 min)

- Bertrand Croset, Claude Roussel, Louis Courtois, Henri Sirvain (FRA-2)
11. Platz (2:19,72 min)

### Eishockey
Männer
| - Jean-Claude Sozzi - Bernard Deschamps - Joël Godeau - Claude Blanchard - Philippe Lacarrière - René Blanchard - Bernard Cabanis - Joël Gauvin - Gérard Faucomprez | - Alain Mazza - Olivier Prechac - Gilbert Lèpre - Patrick Pourtanel - Michel Caux - Gilbert Itzicsohn - Daniel Grando - Patrick Francheterre - Charles Liberman |

- 14. Platz

### Eiskunstlauf
Männer
- Jacques Mrozek
10. Platz (1601,0)

- Philippe Pélissier
13. Platz (1706,0)

- Patrick Péra
Bronze  (1864,5)

Frauen
- Sylvaine Duban
27. Platz (1551,4)

- Micheline Joubert
20. Platz (1594,8)

### Eisschnelllauf
Männer
- François Perrenoud
500 m: 46. Platz (44,1 s)
1500 m: 37. Platz (2:14,0 min)
5000 m: 31. Platz (8:07,5 min)
10.000 m: 26. Platz (17:10,2 min)

- Michel Thépénier
500 m: 45. Platz (43,8 s)
1500 m: 36. Platz (2:13,7 min)
5000 m: 30. Platz (8:06,2 min)

Frauen
- Patricia Demartini
1000 m: 28. Platz (1:44,6 min)
1500 m: 29. Platz (2:40,6 min)

- Martine Ivangine
500 m: 22. Platz (48,5 s)
1000 m: 17. Platz (1:37,4 min)
1500 m: 14. Platz (2:29,9 min)
3000 m: 15. Platz (5:19,3 min)

- Marie-Louise Perrenoud
500 m: 19. Platz (48,2 s)
1000 m: 24. Platz (1:39,3 min)
1500 m: 28. Platz (2:39,2 min)
3000 m: 25. Platz (5:41,7 min)

### Nordische Kombination
- Jean-Marie Bourgeois
Einzel (Normalschanze / 15 km): 38. Platz (325,90)

- Gervais Poirot
Einzel (Normalschanze / 15 km): 41. Platz (315,98)

- Émile Salvi
Einzel (Normalschanze / 15 km): 37. Platz (332,38)

### Rennrodeln
Männer, Einsitzer
- Jean-Pierre De Petro
35. Platz (3:03,53 min)

- Ion Pervilhac
38. Platz (3:06,42 min)

- Georges Tresallet
29. Platz (3:00,37 min)

Männer, Doppelsitzer
- Georges Tresallet, Ion Pervilhac
11. Platz (1:39,26 min)

Frauen
- Jacqueline Barasinski
20. Platz (2:36,79 min)

- Sylvette Grassi
19. Platz (2:36,48 min)

### Ski Alpin
Männer
- Jean-Pierre Augert
Slalom: im Finale disqualifiziert

- Jean-Claude Killy
Abfahrt: Gold  (1:59,85 min)
Riesenslalom: Gold  (3:29,28 min)
Slalom: Gold  (1:39,73 min)

- Léo Lacroix
Abfahrt: 20. Platz (2:03,86 min)

- Georges Mauduit
Riesenslalom: 9. Platz (3:33,78 min)

- Bernard Orcel
Abfahrt: 8. Platz (2:02,22 min)
Riesenslalom: disqualifiziert

- Alain Penz
Slalom: 8. Platz (1:41,14 min)

- Guy Périllat
Abfahrt: Silber  (1:59,93 min)
Riesenslalom: 4. Platz (3:32,06 min)
Slalom: im Finale disqualifiziert

Frauen
- Annie Famose
Abfahrt: 5. Platz (1:42,15 min)
Riesenslalom: Silber  (1:54,61 min)
Slalom: Bronze  (1:27,89 min)

- Marielle Goitschel
Abfahrt: 8. Platz (1:42,95 min)
Riesenslalom: 7. Platz (1:56,09 min)
Slalom: Gold  (1:25,86 min)

- Isabelle Mir
Abfahrt: Silber  (1:41,33 min)
Riesenslalom: 6. Platz (1:56,07 min)
Slalom: 5. Platz (1:28,22 min)

- Florence Steurer
Abfahrt: 9. Platz (1:43,00 min)
Riesenslalom: 4. Platz (1:54,75 min)
Slalom: disqualifiziert

### Skilanglauf
Männer
- Victor Arbez
15 km: 28. Platz (51:20,5 min)
4 × 10 km Staffel: 11. Platz (2:21:23,0 h)

- Philippe Baradel
30 km: 41. Platz (1:45:33,3 h)
4 × 10 km Staffel: 11. Platz (2:21:23,0 h)

- Fernand Borrel
50 km: 40. Platz (2:45:10,6 h)

- Luc Colin
30 km: 42. Platz (1:45:40,7 h)
50 km: 44. Platz (2:48:57,9 h)

- Jean Jobez
15 km: 46. Platz (53:22,1 min)
30 km: 39. Platz (1:45:08,8 h)

- Claude Legrand
50 km: 41. Platz (2:45:36,9 h)

- Félix Mathieu
15 km: 44. Platz (52:58,8 min)
4 × 10 km Staffel: 11. Platz (2:21:23,0 h)

- Roger Pires
15 km: 24. Platz (50:52,6 min)
30 km: 43. Platz (1:45:54,6 h)
50 km: 24. Platz (2:36:48,8 h)
4 × 10 km Staffel: 11. Platz (2:21:23,0 h)

### Skispringen
- Maurice Arbez
Normalschanze: 41. Platz (178,7)
Großschanze: 50. Platz (149,2)

- Alain Macle
Normalschanze: 18. Platz (204,0)
Großschanze: 17. Platz (194,0)

- Gilbert Poirot
Normalschanze: 10. Platz (207,1)
Großschanze: 10. Platz (203,7)

- Michel Saint Lezer
Normalschanze: 50. Platz (164,7)
Großschanze: 54. Platz (142,9)